# Alexander Osterwalder

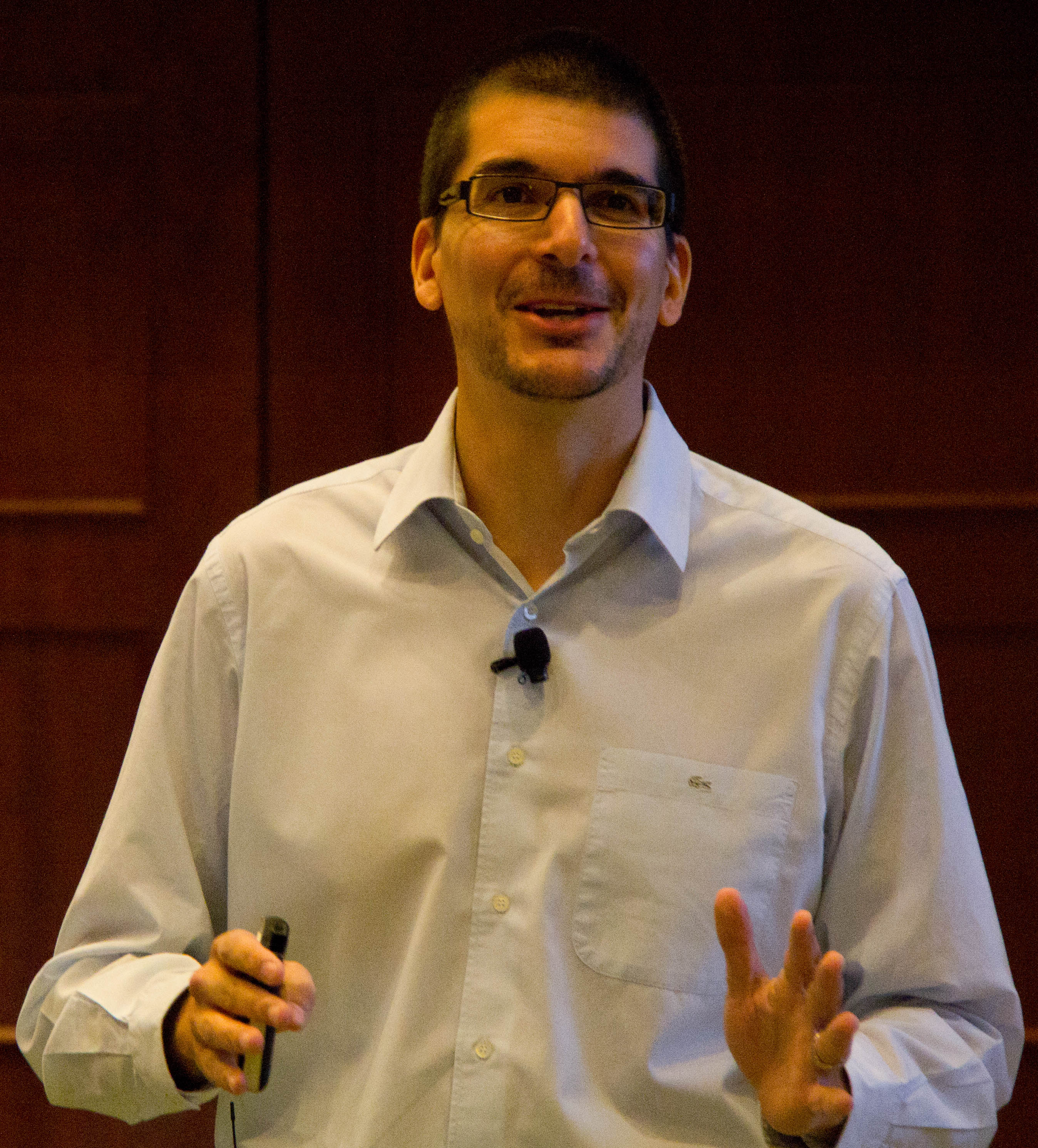
Osterwalder in 2011

Alexander Osterwalder (Sankt Gallen, 1974) is een Zwitserse managementtheoreticus, auteur, spreker, consultant en ondernemer. Hij is bekend geworden door zijn werk op het gebied van bedrijfsmodellen en is grondlegger van het Business Model Canvas.
Osterwalder studeerde politieke wetenschappen aan de universiteit van Lausanne.
- Bibsys: 10046570
- Biblioteca Nacional de España: XX5071270
- Bibliothèque nationale de France: cb165585006 (data)
- Catàleg d'autoritats de noms i títols de Catalunya: 981058524427006706
- CiNii: DA17647265
- Gemeinsame Normdatei: 1025660005
- International Standard Name Identifier: 0000 0003 5558 4763
- Library of Congress Control Number: no2010073493
- Nationale Bibliotheek van Letland: 000184172
- Bibliotheek van het Japanse parlement: 001101251
- Nationale Bibliotheek van Tsjechië: vse2011617977
- Nationale Bibliotheek van Israël: 987007433875505171
- Nationale en Universitaire bibliotheek Zagreb: 000639151
- Nederlandse Thesaurus van Auteursnamen: 323588026
- Réseau des bibliothèques de Suisse occidentale: 02-A010244294
- Istituto Centrale per il Catalogo Unico: PUVV406126
- LIBRIS: 365964
- Système universitaire de documentation: 146621573
- Virtual International Authority File: 102707830